# Condado de Latores
El condado de Latores es un título nobiliario español, con grandeza de España originaria, creado por el rey Juan Carlos I de España por el real decreto 445/1992 de 30 de abril para premiar los méritos acumulados por Sabino Fernández Campo al frente de la casa del rey. Al momento de su creación el título contaba con la posibilidad de convertirse en hereditario previo visto bueno del rey. La Ley de Igualdad aprobada desde entonces permite que la sucesora al título haya sido la hija primogénita de Sabino y no su hijo Álvaro.

## Denominación
Hace referencia a la parroquia de Latores, en la ciudad de Oviedo, en el principado de Asturias, pueblo natal del padre del primer titular del condado.

## Armas
De merced nueva. En campo de gules la Cruz de la Victoria, de oro, adornada con piedras y gemas. Jefe de azur con tres flores de lis, de oro, puestas en faja. Escudo inscrito en el manto heráldico de los grandes de España.

## Condes de Latores
|                            | Titular                              | Periodo                    |                            |
| Creación por Juan Carlos I | Creación por Juan Carlos I           | Creación por Juan Carlos I | Creación por Juan Carlos I |
| -------------------------- | ------------------------------------ | -------------------------- | -------------------------- |
| I                          | Sabino Fernández Campo               | 1992-2009                  |                            |
| II                         | María Elena Fernández Fernández-Vega | 2010-actual titular        |                            |